# Centrosema schottii
Centrosema schottii är en ärtväxtart som först beskrevs av Charles Frederick Millspaugh, och fick sitt nu gällande namn av Karl Moritz Schumann. Centrosema schottii ingår i släktet Centrosema och familjen ärtväxter. Inga underarter finns listade i Catalogue of Life.